# Lee (film)
Lee är en amerikansk biografisk och historisk dramafilm från 2023. Filmen är regisserad av Ellen Kuras efter ett manus skrivet av Liz Hannah, Marion Hume och John Collee. Filmen är baserad på verkliga händelser.
Filmen hade biopremiär i Sverige den 27 september 2024, utgiven av Scanbox Entertainment.

## Handling
Filmen utspelar sig under andra världskriget och kretsar kring fotografen och före detta fotomodellen Lee Miller som ämnar berätta om krigets fasor med en kvinnas blick.

## Rollista (i urval)
- Kate Winslet – Lee Miller
- Marion Cotillard – Solange d'Ayen
- Andrea Riseborough – Audrey Withers
- Andy Samberg – David Scherman
- Noémie Merlant – Nusch Éluard
- Josh O'Connor – Antony Penrose
- Alexander Skarsgård – Roland Penrose
- Arinzé Kene – major Jonesy
- Vincent Colombe – Paul Éluard
- Patrick Mille – Jean D'Ayen
- Samuel Barnett – Cecil Beaton
- Zita Hanrot – Ady Fidelin
- James Murray – Spencer